# Suzana Mančić
Suzana Mančić (în sârbă Сузана Манчић; n. 22 noiembrie 1956, Belgrad, RFP Iugoslavia⁠(d)) este o actriță, cântăreață și prezentatoare TV din Serbia.

## Viața timpurie și cariera
Mančić este fiica lui Alexander Mančić, din Pirot, jurnalist la ziarul Politika, și a soției sale Vera, din Valjevo. Și-a început cariera, cu puțin înainte de 18 ani, cu melodia Ogledalce, ogledalce (Oglindă, oglindă). În 1976, a cântat la Festivalul Tineretului din Subotica, unde a obținut locul doi.  A înregistrat cinci albume și două single-uri. La fel ca în cazul piesei Ogledalce, ogledalce, a avut succes în 1987 cu piesa Pukla tikva na dva dela (Un dovleac crăpat în două). În același an melodia sa Vreme nežnosti (Timp de tandrețe) a intrat în finala iugoslavă pentru Concursul Muzical Eurovision. Mai târziu a lucrat ca gazdă de spectacole de divertisment și a realizat mulți ani emisiunea TV „Dobin LOTO” în care a tras combinații de numere. Din această cauză a primit porecla de fata LOTO și a devenit o figură foarte populară în Iugoslavia. 
În anii 1990, ea a participat la o piesă de teatru comico-erotică Sekplozija. În 1994, ea a apărut pe coperta și pe paginile interioare ale ediției sârbe a revistei Playboy într-un număr care s-a epuizat complet. În 2014, a revenit în televiziune ca gazda emisiunii Stotka de la Pink TV, iar în 2017, a avut o emisiune numită Suzana's Choice. 
Ea a supraviețuit unui accident de mașină în 1986 împreună cu cântăreațul Halid Bešlić. Ea a fost căsătorită timp de opt ani cu Nebojša Kunić, baterist al trupei Sedmorica Mladih, cu care are două fete, Teodora și Natalia. Ea trăiește alături de soțul ei actual din anul 2000.
În 2012, a scris cartea autobiografică Inimă îndărătnică (în sârbă Неукротиво срце), aceasta a fost publicată de editura sârbă Alnari. În această biografie inedită, Suzana Mancic își dezvăluie adevărata față, cu sinceritate, descrie iubirile, dezamăgirile, relațiile secrete cu unii bărbați căsătoriți și cu unii foarte celebri. Descrie o serie de momente fericite și dificile din cei treizeci de ani de carieră ale cărei momente mai strălucitoare au fost deja uitate, oarecum.

## Filmografie
Mančić a apărut în mai multe filme. 
- Selo gori, a baba se češlja (2007-2008) ca Svetlana
- Hotel de 7 stele⁠(sr)[traduceți] (2002)
- Fan⁠(sr)[traduceți] (1985) ca Lydia Bauer
- Jugovizija (1987) -  rolul ei
- Picnic (1985)
- Zika's Dynasty⁠(sr)[traduceți] (1985)
- Hi, Inspector⁠(sr)[traduceți] (1985) -  rolul ei

## Vezi și
- Goga Sekulić